# سیارک ۶۴۵۹
سیارک ۶۴۵۹ (به انگلیسی: 6459 Hidesan، نامگذاری:1992UY5) شش هزار و چهارصد و پنجاه و نهمین سیارک کشف شده‌است که در ۲۸ اکتبر ۱۹۹۲ کشف شد.
قدر مطلق سیارک برابر ۱۲٫۳۰ است.